# Lachenalia alba
Lachenalia alba är en sparrisväxtart som beskrevs av Winsome Fanny 'Buddy' Barker och G.D.Duncan. Lachenalia alba ingår i släktet Lachenalia och familjen sparrisväxter. Inga underarter finns listade i Catalogue of Life.